# Coupe du monde de futsal de 2000
Navigation
1996 2004
La Coupe du monde de futsal de 2000 est la quatrième édition de la Coupe du monde de futsal et se déroule du 18 novembre au 3 décembre 2000 au Guatemala.
De décembre 1999 à novembre 2000, les sélections nationales participent à une phase de qualification, dans le but de désigner les 16 équipes pouvant prendre part au tournoi final en compagnie du Guatemala, qualifié d'office en tant que pays organisateur. La compétition compte autant de membres qu'à l'accoutumée, seize : six européens, trois sud-américains, trois représentants de la CONCACAF, deux asiatiques, un africain et un océanien.
La compétition est remportée par l'Espagne, qui bat en finale le Brésil. Le Portugal prend la troisième place devant la Russie. Le Brésil, vainqueur des trois premières éditions et favori de l'épreuve, perd sa première finale. De son côté, l'Egypte est devenue la première formation africaine à accéder au deuxième tour du grand rendez-vous planétaire du futsal. L'Europe est fortement représentée lors de cette édition avec 5 équipes sur les 8 du second tour.

## Préparation de l'évènement

### Ville et salles retenues
Toute la compétition se déroule dans la ville de Guatemala. Deux salles sont retenues : le Domo Polideportivo (es) et le gymnase Teodoro Palcios Flores. Le premier est construit pour l'occasion tandis que le second est rénové.
Le Domo a une capacité de 7 500 places et accueille la quasi-totalité des matchs outre 12 rencontres du premier tour. Le Teodoro Flores et ses 4 500 sièges est l'hôte de ces douze matchs restants.
| Guatemala               | Guatemala                       |
| ----------------------- | ------------------------------- |
| Domo Polideportivo (es) | Gimnasio Teodoro Palcios Flores |
| Capacité : 7 500        | Capacité : 4 500                |
|                         |                                 |

## Acteurs

### Équipes qualifiées
Au total, 64 pays (contre 48 pays en 1996) sur les 204 alors inscrits à la FIFA participent à la phase de qualification pour ce Championnat du Monde, offrant 15 places finales. Guatemala en tant qu'hôte a été automatiquement qualifié.
En Europe, il y a cinq groupes de qualification, chacun avec cinq ou six équipes dans chacun desquels le premier se qualifie. Le Portugal gagne contre l'Italie, favorite, et la Croatie contre la République tchèque. En outre, vice-champion du monde espagnols, les Pays-Bas ainsi que la Russie sont aussi qualifiés.
En Amérique du Sud, les qualifications sont déterminées lors du Championnat de futsal de la CONMEBOL 2000. Neuf des dix membres de la CONMEBOL prennent part à la compétition (seule la Colombie est absente). Champion du monde en titre et vainqueur du tournoi continental, le Brésil, se qualifie. L'Argentine, finaliste, et l'Uruguay, qui obtient la 3e place contre la Bolivie, l'accompagnent.
Huit nations participent au championnat de la CONCACAF de futsal 2000 et concourent pour les deux places qualificatives. En plus du vainqueur du tournoi, le Costa Rica, Cuba se qualifie pour la phase finale. Les États-Unis manque pour la première fois la compétition.
Pour l'Afrique, une seule place est disponible. Quatre équipes jouent, au Caire, le titre de Champion d'Afrique et, en même temps, le représentant de l'Afrique pour le Mondial. L'équipe égyptienne est en mesure d'utiliser l'avantage d'évoluer à domicile et remporte le Championnat d'Afrique de futsal 2000 avec trois victoires.
En Asie, les participants jouent la Coupe d'Asie de futsal 2000. En plus de l'Iran, vainqueur, le Kazakhstan finaliste et l'hôte du tournoi, la Thaïlande, troisième se qualifient.
En Océanie, un tournoi de qualification a lieu fin août 1999 au Vanuatu, qui est également considéré comme le Championnat d'Océanie. Comme en 1996, l'Australie domine le tournoi sans difficultés.
Pour les hôtes du Guatemala, le Kazakhstan, la Croatie, le Portugal et la Thaïlande, c'est la première participation à une phase finale de la Coupe du monde de futsal de la FIFA.
| Carte                                                                                             | Europe (UEFA, qualification) 5 places                                                      | Amérique du Sud (CONMEBOL, qualification) 3 places                                              | Asie (AFC, qualification) 3 places                            |
| ------------------------------------------------------------------------------------------------- | ------------------------------------------------------------------------------------------ | ----------------------------------------------------------------------------------------------- | ------------------------------------------------------------- |
| Planisphère représentant les pays dont les équipes se sont qualifiées pour la Coupe du monde 2000 | - Croatie : 1re phase finale - Espagne : 4e - Pays-Bas : 4e - Portugal : 1re - Russie : 3e | - Argentine : 4e phase finale - Brésil : 4e - Uruguay : 2e                                      | - Iran : 3e phase finale - Kazakhstan : 1re - Thaïlande : 1re |
| Océanie (OFC, qualification) 1 place                                                              | - Croatie : 1re phase finale - Espagne : 4e - Pays-Bas : 4e - Portugal : 1re - Russie : 3e | Amérique du Nord, centrale et Caraïbes (CONCACAF, qualification) 3 places dont une au pays hôte | Afrique (CAF, qualification) 1 place                          |
| - Australie : 4e phase finale                                                                     | - Croatie : 1re phase finale - Espagne : 4e - Pays-Bas : 4e - Portugal : 1re - Russie : 3e | - Costa Rica : 2e phase finale - Cuba : 2e - Guatemala : 1re                                    | - Égypte : 2e phase finale                                    |

### Joueurs
Pour la première fois, les sélections sont composées de 14 joueurs, contre 12 auparavant.
La moyenne d'âge des joueurs est de 27 ans et un mois. La sélection la plus jeune est le Guatemala avec 23 ans et neuf mois, tandis que la plus âgée est la Croatie (29 ans et 11 mois). Le joueur le plus jeune est le Guatémaltèque Luís Chicas et ses 18 ans. À l'opposé, le plus expérimenté est le Cubain Camilo Kindelan, âgé de 40 ans.

### Arbitres
| Liste des arbitres | Liste des arbitres         | Liste des arbitres |
| Continent          | Nom                        |                    |
| ------------------ | -------------------------- | ------------------ |
| Europe             | Perry Gautier              |                    |
| Europe             | Pedro Galan Nieto          |                    |
| Europe             | Antonin Herzog             |                    |
| Europe             | Martinus van den Bekerom   |                    |
| Europe             | Ivan Novak                 |                    |
| Am. Sud            | Félix Alberto Chavez       |                    |
| Am. Sud            | Sergio Ricardo Camanho     |                    |
| Am. Sud            | Francisco Salinas          |                    |
| Am. Sud            | Walter Arce Soler          |                    |
| Asie               | Seyed Sadreddin Moosavi    |                    |
| Asie               | Fusaya Suzuki              |                    |
| Asie               | Po On Andy Wong            |                    |
| Am. Nord           | Alexander Gallardo Alfaro  |                    |
| Am. Nord           | Carlos René Del Cid Urbina |                    |
| Am. Nord           | Carlo Servino              |                    |
| Afrique            | Mohammed Ibrahim Farag     |                    |
| Afrique            | Yaya Djiba                 |                    |
| Océanie            | Adrian Tamplin             |                    |

Dix-huit arbitres issus des six confédérations sont sélectionnés pour diriger les rencontres. Chacun représente un pays différent. Cinq des six arbitres européens (il manquait le Croate Ivan Novak) et l'Australien Adrian Tamplin étaient déjà présents en 1996.

## Compétition

### Format et tirage au sort
Les équipes sont réparties en quatre groupes de quatre sélections, disputés en tournoi toutes rondes. Les deux premiers de chaque groupe se qualifient pour une seconde phase de poule à deux groupes. Ceux-ci déterminent les quatre équipes pour les demi-finales, jouées en matchs à élimination directe. En phase de groupe, trois points sont attribués pour une victoire, un point pour un match nul et aucun pour une défaite.
Le tirage au sort désigne les quatre groupes indiqués ci-dessous. La compétition commence le 18 novembre 2000 à quatorze heures. Le premier tour se clôture le 23 novembre par le dernier match de groupe. Le second tour a lieu du 26 au 28 novembre puis les demi-finales le 1er décembre, et enfin la rencontre pour la 3e place et la finale le 3.
| Groupe A                             | Groupe B                           | Groupe C                            | Groupe D                    |
| ------------------------------------ | ---------------------------------- | ----------------------------------- | --------------------------- |
| Guatemala Brésil Kazakhstan Portugal | Égypte Portugal Thaïlande Pays-Bas | Russie Australie Costa Rica Croatie | Iran Cuba Espagne Argentine |

### Premier tour

#### Groupe A
| Équipe     | Pts | J | V | N | D | Bp | Bc | Diff |
| ---------- | --- | - | - | - | - | -- | -- | ---- |
| Brésil     | 9   | 3 | 3 | 0 | 0 | 45 | 3  | +42  |
| Portugal   | 6   | 3 | 2 | 0 | 1 | 12 | 8  | +4   |
| Guatemala  | 3   | 3 | 1 | 0 | 2 | 10 | 40 | –30  |
| Kazakhstan | 0   | 3 | 0 | 0 | 3 | 8  | 24 | –16  |

| 18 novembre 2000 | Guatemala          | 2 - 6   | Portugal                                                |                                                                                     |                                                                                     |
| 14h00            | 34e (38) F. García | (0 - 3) | 11e 32e 36e André · 15e Arnaldo · 18e Majo · 39e Nelito | Domo Polideportivo (es), Guatemala City Spectateurs : 7 320 Arbitrage : Walter Arce | Domo Polideportivo (es), Guatemala City Spectateurs : 7 320 Arbitrage : Walter Arce |
| 14h00            | rapport            |         |                                                         | Domo Polideportivo (es), Guatemala City Spectateurs : 7 320 Arbitrage : Walter Arce | Domo Polideportivo (es), Guatemala City Spectateurs : 7 320 Arbitrage : Walter Arce |

| 18 novembre 2000 | Brésil | 12 - 1  | Kazakhstan     |                                                                                       |                                                                                       |
| 16h00            | 1re 26e 31e Manoel Tobias · 5e 9e Lenísio (en) · 13e 14e Schumacher · 24e 29e Vander · 34e 40e Índio (pt) · 38e Falcao | (5 - 1) | 10e Baimuratov | Domo Polideportivo (es), Guatemala City Spectateurs : 7 320 Arbitrage : Perry Gautier | Domo Polideportivo (es), Guatemala City Spectateurs : 7 320 Arbitrage : Perry Gautier |
| 16h00            | rapport |         |                | Domo Polideportivo (es), Guatemala City Spectateurs : 7 320 Arbitrage : Perry Gautier | Domo Polideportivo (es), Guatemala City Spectateurs : 7 320 Arbitrage : Perry Gautier |

| 21 novembre 2000 | Portugal | 0 - 4   | Brésil                                           |                                                                                       |                                                                                       |
| 18h00            |          | (0 - 0) | 28e Vander · 34e Anderson · 36e 38e Lenísio (en) | Domo Polideportivo (es), Guatemala City Spectateurs : 7 254 Arbitrage : Carlo Servino | Domo Polideportivo (es), Guatemala City Spectateurs : 7 254 Arbitrage : Carlo Servino |
| 18h00            | rapport  |         |                                                  | Domo Polideportivo (es), Guatemala City Spectateurs : 7 254 Arbitrage : Carlo Servino | Domo Polideportivo (es), Guatemala City Spectateurs : 7 254 Arbitrage : Carlo Servino |

| 21 novembre 2000 | Kazakhstan                                           | 5 - 6   | Guatemala                                        |                                                                                      |                                                                                      |
| 20h00            | 14e 38e Yussupov · 16e 31e Baimuratov · 32e Linevich | (2 - 3) | 2e 10e 28e 32e De Mata · 13e Rojas · 40e Acevedo | Domo Polideportivo (es), Guatemala City Spectateurs : 7 254 Arbitrage : Felix Chavez | Domo Polideportivo (es), Guatemala City Spectateurs : 7 254 Arbitrage : Felix Chavez |
| 20h00            | rapport                                              |         |                                                  | Domo Polideportivo (es), Guatemala City Spectateurs : 7 254 Arbitrage : Felix Chavez | Domo Polideportivo (es), Guatemala City Spectateurs : 7 254 Arbitrage : Felix Chavez |

| 23 novembre 2000 | Portugal                                                 | 6 - 2   | Kazakhstan                   |                                                                                |                                                                                |
| 14h00            | Arnaldo 9e 18e · Nelito 13e 28e · M. Mota 37e · Majo 38e | (3 - 0) | 28e Baimuratov · 32e Lukonin | Gimnasio Teodoro Palacios Flores Spectateurs : 3 283 Arbitrage : Seyed Moosabi | Gimnasio Teodoro Palacios Flores Spectateurs : 3 283 Arbitrage : Seyed Moosabi |
| 14h00            | rapport                                                  |         |                              | Gimnasio Teodoro Palacios Flores Spectateurs : 3 283 Arbitrage : Seyed Moosabi | Gimnasio Teodoro Palacios Flores Spectateurs : 3 283 Arbitrage : Seyed Moosabi |

| 23 novembre 2000 | Guatemala                | 2 - 29   | Brésil |                                                                                               |                                                                                               |
| 14h00            | 30e F. García · 32e Ruiz | (0 - 12) | 3e 6e 31e 31e 32e Fininho (pt) · 3e Lenísio (en) · 5e 6e 8e 20e 34e 38e Manoel Tobias · 8e 12e 35e Schumacher · 13e 33e 33e Falcao · 15e 34e Índio (pt) · 16e Almir · 27e 40e Joan · 37e 38e 40e Anderson · 38e 39e 40e Vander | Domo Polideportivo (es), Guatemala City Spectateurs : 7 272 Arbitrage : Mohamed Ibrahim Farag | Domo Polideportivo (es), Guatemala City Spectateurs : 7 272 Arbitrage : Mohamed Ibrahim Farag |
| 14h00            | rapport                  |          | | Domo Polideportivo (es), Guatemala City Spectateurs : 7 272 Arbitrage : Mohamed Ibrahim Farag | Domo Polideportivo (es), Guatemala City Spectateurs : 7 272 Arbitrage : Mohamed Ibrahim Farag |

Ce dernier match voit le pays organisateur du Guatemala, avec la défaite 29-2 en faveur du Brésil, devenir l'équipe ayant subi la plus grosse défaite de l'histoire des championnats du monde (devant Brésil 18-0 Cuba en 1996).

#### Groupe B
| Équipe    | Pts | J | V | N | D | Bp | Bc | Diff |
| --------- | --- | - | - | - | - | -- | -- | ---- |
| Pays-Bas  | 9   | 3 | 3 | 0 | 0 | 14 | 5  | +9   |
| Égypte    | 6   | 3 | 2 | 0 | 1 | 14 | 7  | +7   |
| Uruguay   | 3   | 3 | 1 | 0 | 2 | 7  | 8  | –1   |
| Thaïlande | 0   | 3 | 0 | 0 | 3 | 2  | 17 | –15  |

| 20 novembre 2000 | Uruguay                                | 4 - 1   | Thaïlande      |                                                                                        |                                                                                        |
| 18h00            | 12e Claudio · 15e 25e Nico · 37e Pablo | (2 - 1) | 18e P. Piemkum | Domo Polideportivo (es), Guatemala City Spectateurs : 3 920 Arbitrage : Adrian Tamplin | Domo Polideportivo (es), Guatemala City Spectateurs : 3 920 Arbitrage : Adrian Tamplin |
| 18h00            | rapport                                |         |                | Domo Polideportivo (es), Guatemala City Spectateurs : 3 920 Arbitrage : Adrian Tamplin | Domo Polideportivo (es), Guatemala City Spectateurs : 3 920 Arbitrage : Adrian Tamplin |

| 20 novembre 2000 | Égypte                                                    | 3 - 5   | Pays-Bas                            |                                                                                        |                                                                                        |
| 20h00            | 5e Talha · 11e 35e Lettinck · 16e Leatemia · 16e Marechal | (0 - 4) | 26e Arafa · 35e Youssef · 35e Nader | Domo Polideportivo (es), Guatemala City Spectateurs : 3 920 Arbitrage : Carlos Del Cid | Domo Polideportivo (es), Guatemala City Spectateurs : 3 920 Arbitrage : Carlos Del Cid |
| 20h00            | rapport                                                   |         |                                     | Domo Polideportivo (es), Guatemala City Spectateurs : 3 920 Arbitrage : Carlos Del Cid | Domo Polideportivo (es), Guatemala City Spectateurs : 3 920 Arbitrage : Carlos Del Cid |

| 22 novembre 2000 | Thaïlande | 0 - 7   | Égypte                                                             |                                                                                    |                                                                                    |
| 18h00            |           | (0 - 2) | 5e 18e 38e Sayed · 25e Morsy · 37e Mahmoud · 38e Arafa · 38e Nader | Domo Polideportivo (es), Guatemala City Spectateurs : 4 152 Arbitrage : Yaya Djiba | Domo Polideportivo (es), Guatemala City Spectateurs : 4 152 Arbitrage : Yaya Djiba |
| 18h00            | rapport   |         |                                                                    | Domo Polideportivo (es), Guatemala City Spectateurs : 4 152 Arbitrage : Yaya Djiba | Domo Polideportivo (es), Guatemala City Spectateurs : 4 152 Arbitrage : Yaya Djiba |

| 22 novembre 2000 | Pays-Bas                        | 3 - 1   | Uruguay  |                                                                                    |                                                                                    |
| 20h00            | 16e 21e Lettinck · 32e Marechal | (1 - 0) | 36e Nico | Domo Polideportivo (es), Guatemala City Spectateurs : 4 152 Arbitrage : Ivan Novak | Domo Polideportivo (es), Guatemala City Spectateurs : 4 152 Arbitrage : Ivan Novak |
| 20h00            | rapport                         |         |          | Domo Polideportivo (es), Guatemala City Spectateurs : 4 152 Arbitrage : Ivan Novak | Domo Polideportivo (es), Guatemala City Spectateurs : 4 152 Arbitrage : Ivan Novak |

| 23 novembre 2000 | Pays-Bas                                                              | 6 - 1   | Thaïlande     |                                                                                 |                                                                                 |
| 16h00            | 13e Tjaden · 19e Leatemia · 27e 34e Lettinck · 29e Talha · 32e Biloro | (2 - 0) | 29e Y. Polsak | Gimnasio Teodoro Palacios Flores Spectateurs : 3 283 Arbitrage : Antonin Herzog | Gimnasio Teodoro Palacios Flores Spectateurs : 3 283 Arbitrage : Antonin Herzog |
| 16h00            | rapport                                                               |         |               | Gimnasio Teodoro Palacios Flores Spectateurs : 3 283 Arbitrage : Antonin Herzog | Gimnasio Teodoro Palacios Flores Spectateurs : 3 283 Arbitrage : Antonin Herzog |

| 23 novembre 2000 | Égypte                                       | 4 - 2   | Uruguay                    |                                                                                       |                                                                                       |
| 16h00            | 3e Arafa · 20e Nader · 28e Sayed · 32e Sabri | (2 - 0) | 39e Pablo · 39e M.H. Reyno | Domo Polideportivo (es), Guatemala City Spectateurs : 7 272 Arbitrage : Carlo Servino | Domo Polideportivo (es), Guatemala City Spectateurs : 7 272 Arbitrage : Carlo Servino |
| 16h00            | rapport                                      |         |                            | Domo Polideportivo (es), Guatemala City Spectateurs : 7 272 Arbitrage : Carlo Servino | Domo Polideportivo (es), Guatemala City Spectateurs : 7 272 Arbitrage : Carlo Servino |

#### Groupe C
| Équipe     | Pts | J | V | N | D | Bp | Bc | Diff |
| ---------- | --- | - | - | - | - | -- | -- | ---- |
| Russie     | 9   | 3 | 3 | 0 | 0 | 20 | 4  | +16  |
| Croatie    | 6   | 3 | 2 | 0 | 1 | 12 | 5  | +7   |
| Costa Rica | 3   | 3 | 1 | 0 | 2 | 8  | 12 | –4   |
| Australie  | 0   | 3 | 0 | 0 | 3 | 3  | 22 | –19  |

| 19 novembre 2000 | Russie                                                    | 4 - 2   | Croatie                     |                                                                                         |                                                                                         |
| 14h00            | 24e Markin · 32e Eremenko · 33e Agaphonov · 40e Alekberov | (0 - 0) | 35e Martic · 38e Dervisagic | Gimnasio Teodoro Palacios Flores Spectateurs : 2 356 Arbitrage : Sergio Ricardo Camanho | Gimnasio Teodoro Palacios Flores Spectateurs : 2 356 Arbitrage : Sergio Ricardo Camanho |
| 14h00            | rapport                                                   |         |                             | Gimnasio Teodoro Palacios Flores Spectateurs : 2 356 Arbitrage : Sergio Ricardo Camanho | Gimnasio Teodoro Palacios Flores Spectateurs : 2 356 Arbitrage : Sergio Ricardo Camanho |

| 19 novembre 2000 | Australie                 | 2 - 6   | Costa Rica                                                      |                                                                                 |                                                                                 |
| 16h00            | 15e Amendiola · 38e Macor | (1 - 2) | 16e Valverde · 19e 24e Juárez · 33e 36e Innecken · 40e Carvajal | Gimnasio Teodoro Palacios Flores Spectateurs : 2 356 Arbitrage : Antonin Herzog | Gimnasio Teodoro Palacios Flores Spectateurs : 2 356 Arbitrage : Antonin Herzog |
| 16h00            | rapport                   |         |                                                                 | Gimnasio Teodoro Palacios Flores Spectateurs : 2 356 Arbitrage : Antonin Herzog | Gimnasio Teodoro Palacios Flores Spectateurs : 2 356 Arbitrage : Antonin Herzog |

| 20 novembre 2000 | Costa Rica   | 1 - 6   | Russie                                                              |                                                                                  |                                                                                  |
| 18h00            | 27e Carvajal | (0 - 4) | 3e 15e Tkachuk · 4e Bely · 6e Alekberov · 33e Eremenko · 39e Markin | Gimnasio Teodoro Palacios Flores Spectateurs : 1 923 Arbitrage : Po On Andy Wong | Gimnasio Teodoro Palacios Flores Spectateurs : 1 923 Arbitrage : Po On Andy Wong |
| 18h00            | rapport      |         |                                                                     | Gimnasio Teodoro Palacios Flores Spectateurs : 1 923 Arbitrage : Po On Andy Wong | Gimnasio Teodoro Palacios Flores Spectateurs : 1 923 Arbitrage : Po On Andy Wong |

| 21 novembre 2000 | Croatie                                                    | 6 - 0   | Australie |                                                                                |                                                                                |
| 20h00            | 5e 16e Martic · 13e 35e Grdovic · 25e Delpont · 34e Culjak | (3 - 0) |           | Gimnasio Teodoro Palacios Flores Spectateurs : 1 923 Arbitrage : Fusaya Suzuki | Gimnasio Teodoro Palacios Flores Spectateurs : 1 923 Arbitrage : Fusaya Suzuki |
| 20h00            | rapport                                                    |         |           | Gimnasio Teodoro Palacios Flores Spectateurs : 1 923 Arbitrage : Fusaya Suzuki | Gimnasio Teodoro Palacios Flores Spectateurs : 1 923 Arbitrage : Fusaya Suzuki |

| 23 novembre 2000 | Croatie                                          | 4 - 1   | Costa Rica   |                                                                                            |                                                                                            |
| 18h00            | 4e Eklic · 9e Grdovic · 26e Martic · 40e Tomicic | (2 - 0) | 40e Valverde | Gimnasio Teodoro Palacios Flores Spectateurs : 3 283 Arbitrage : Francisco Salinas Ramírez | Gimnasio Teodoro Palacios Flores Spectateurs : 3 283 Arbitrage : Francisco Salinas Ramírez |
| 18h00            | rapport                                          |         |              | Gimnasio Teodoro Palacios Flores Spectateurs : 3 283 Arbitrage : Francisco Salinas Ramírez | Gimnasio Teodoro Palacios Flores Spectateurs : 3 283 Arbitrage : Francisco Salinas Ramírez |

| 23 novembre 2000 | Russie | 10 - 1  | Australie     |                                                                                                   |                                                                                                   |
| 18h00            | 15e Alekberov · 15e Verzihnikov · 18e 40e Chugunov · 19e Eremenko · 22e Kupterskov · 34e Bely · 36e 40e Shcuchko · 37e Tkachuk | (4 - 1) | 1re Aitchison | Domo Polideportivo (es), Guatemala City Spectateurs : 7 272 Arbitrage : Alexander Alfaro Gallardo | Domo Polideportivo (es), Guatemala City Spectateurs : 7 272 Arbitrage : Alexander Alfaro Gallardo |
| 18h00            | rapport |         |               | Domo Polideportivo (es), Guatemala City Spectateurs : 7 272 Arbitrage : Alexander Alfaro Gallardo | Domo Polideportivo (es), Guatemala City Spectateurs : 7 272 Arbitrage : Alexander Alfaro Gallardo |

#### Groupe D
L'Espagne, dirigée par Javier Lozano, est arrivée au Guatemala avec une idée fixe en tête : prendre sa revanche de la dernière finale perdue à domicile face aux Brésiliens en 1996. Déployant un dispositif tactique brillant, bien organisée et très complémentaire, l'équipe ibère signe une copie parfaite, se défaisant de Cuba, de l'Iran et de l'Argentine. Un bilan idéal : 19 buts marqués et à peine 2 encaissés. Parmi ses joueurs les plus remarqués, on compte le capitaine Jesús, Santi, Orol, Paulo Roberto et Daniel, meilleur buteur de l'équipe avec 10 réalisations.
| Équipe    | Pts | J | V | N | D | Bp | Bc | Diff |
| --------- | --- | - | - | - | - | -- | -- | ---- |
| Espagne   | 9   | 3 | 3 | 0 | 0 | 19 | 2  | +17  |
| Argentine | 6   | 3 | 2 | 0 | 1 | 10 | 5  | +5   |
| Iran      | 3   | 3 | 1 | 0 | 2 | 6  | 9  | –3   |
| Cuba      | 0   | 3 | 0 | 0 | 3 | 1  | 20 | –19  |

| 20 novembre 2000 | Cuba    | 0 - 9   | Espagne                                                                                               |                                                                                                 |                                                                                                 |
| 18h00            |         | (0 - 3) | 2e 33e J. Rodríguez · 4e Julio · 4e Joan · 24e 27e Riquer · 32e Paulo Roberto · 36e Orol · 39e Daniel | Gimnasio Teodoro Palacios Flores Spectateurs : 2 900 Arbitrage : Martinus A. M. Van Den Bekerom | Gimnasio Teodoro Palacios Flores Spectateurs : 2 900 Arbitrage : Martinus A. M. Van Den Bekerom |
| 18h00            | rapport |         | | Gimnasio Teodoro Palacios Flores Spectateurs : 2 900 Arbitrage : Martinus A. M. Van Den Bekerom | Gimnasio Teodoro Palacios Flores Spectateurs : 2 900 Arbitrage : Martinus A. M. Van Den Bekerom |

| 20 novembre 2000 | Iran             | 1 - 2   | Argentine                |                                                                                            |                                                                                            |
| 20h00            | 19e K. Mohammadi | (1 - 0) | 29e Sánchez · 30e Monaco | Gimnasio Teodoro Palacios Flores Spectateurs : 2 900 Arbitrage : Francisco Salinas Ramírez | Gimnasio Teodoro Palacios Flores Spectateurs : 2 900 Arbitrage : Francisco Salinas Ramírez |
| 20h00            | rapport          |         |                          | Gimnasio Teodoro Palacios Flores Spectateurs : 2 900 Arbitrage : Francisco Salinas Ramírez | Gimnasio Teodoro Palacios Flores Spectateurs : 2 900 Arbitrage : Francisco Salinas Ramírez |

| 22 novembre 2000 | Argentine                                                            | 8 - 1   | Cuba        |                                                                              |                                                                              |
| 18h00            | 5e 32e Sánchez · 8e 38e 40e Monaco · 25e Tallaferro · 26e 33e Planas | (2 - 1) | 2e Kindelan | Gimnasio Teodoro Palacios Flores Spectateurs : 2 977 Arbitrage : Pedro Galan | Gimnasio Teodoro Palacios Flores Spectateurs : 2 977 Arbitrage : Pedro Galan |
| 18h00            | rapport                                                              |         |             | Gimnasio Teodoro Palacios Flores Spectateurs : 2 977 Arbitrage : Pedro Galan | Gimnasio Teodoro Palacios Flores Spectateurs : 2 977 Arbitrage : Pedro Galan |

| 22 novembre 2000 | Espagne                                                              | 7 - 2   | Iran                            |                                                                              |                                                                              |
| 20h00            | 1 A. Farashi · 3e Daniel · 15e 18e Joan · 19e Julio · 34e J. Sánchez | (6 - 0) | 35e A.B. Bashi · 40e M. Moeeini | Gimnasio Teodoro Palacios Flores Spectateurs : 2 977 Arbitrage : Walter Arce | Gimnasio Teodoro Palacios Flores Spectateurs : 2 977 Arbitrage : Walter Arce |
| 20h00            | rapport                                                              |         |                                 | Gimnasio Teodoro Palacios Flores Spectateurs : 2 977 Arbitrage : Walter Arce | Gimnasio Teodoro Palacios Flores Spectateurs : 2 977 Arbitrage : Walter Arce |

| 23 novembre 2000 | Iran                                                  | 3 - 0   | Cuba |                                                                                                |                                                                                                |
| 20h00            | 13e V. Shamsaee · 22e S. Dadashi · 29e M.R. Heidarian | (1 - 0) |      | Domo Polideportivo (es), Guatemala City Spectateurs : 7 272 Arbitrage : Sergio Ricardo Camanho | Domo Polideportivo (es), Guatemala City Spectateurs : 7 272 Arbitrage : Sergio Ricardo Camanho |
| 20h00            | rapport                                               |         |      | Domo Polideportivo (es), Guatemala City Spectateurs : 7 272 Arbitrage : Sergio Ricardo Camanho | Domo Polideportivo (es), Guatemala City Spectateurs : 7 272 Arbitrage : Sergio Ricardo Camanho |

| 23 novembre 2000 | Argentine | 0 - 3   | Espagne                           |                                                                                |                                                                                |
| 20h00            |           | (0 - 0) | 35e 37e J. Rodríguez · 39e Daniel | Gimnasio Teodoro Palacios Flores Spectateurs : 3 283 Arbitrage : Perry Gautier | Gimnasio Teodoro Palacios Flores Spectateurs : 3 283 Arbitrage : Perry Gautier |
| 20h00            | rapport   |         |                                   | Gimnasio Teodoro Palacios Flores Spectateurs : 3 283 Arbitrage : Perry Gautier | Gimnasio Teodoro Palacios Flores Spectateurs : 3 283 Arbitrage : Perry Gautier |

### Second tour

#### Groupe E
| Équipe    | Pts | J | V | N | D | Bp | Bc | Diff |
| --------- | --- | - | - | - | - | -- | -- | ---- |
| Brésil    | 9   | 3 | 3 | 0 | 0 | 22 | 7  | +15  |
| Russie    | 3   | 3 | 1 | 0 | 2 | 13 | 13 | 0    |
| Égypte    | 3   | 3 | 1 | 0 | 2 | 13 | 20 | –7   |
| Argentine | 3   | 3 | 1 | 0 | 2 | 6  | 14 | –8   |

| 26 novembre 2000 | Russie                                                                                  | 7 - 1   | Argentine   |                                                                                    |                                                                                    |
| 14h00            | 18e Bely · 28e Markin · 36e 38e Verzihnikov · 39e Malishev · 39e Tkachuk · 39e Eremenko | (1 - 1) | 5e González | Domo Polideportivo (es), Guatemala City Spectateurs : 7 285 Arbitrage : Ivan Novak | Domo Polideportivo (es), Guatemala City Spectateurs : 7 285 Arbitrage : Ivan Novak |
| 14h00            | rapport                                                                                 |         |             | Domo Polideportivo (es), Guatemala City Spectateurs : 7 285 Arbitrage : Ivan Novak | Domo Polideportivo (es), Guatemala City Spectateurs : 7 285 Arbitrage : Ivan Novak |

| 26 novembre 2000 | Brésil | 12 - 4  | Égypte                                       |                                                                                       |                                                                                       |
| 16h00            | 3e Lenísio (en) · 4e Fininho (pt) · 10e 24e 30e Manoel Tobias · 13e 37e Schumacher · 23e Anderson · 30e 37e Vander · 33e 39e Falcao | (4 - 1) | 4e Sabry · 23e Arafa · 39e Samir · 39e Tamer | Domo Polideportivo (es), Guatemala City Spectateurs : 7 285 Arbitrage : Perry Gautier | Domo Polideportivo (es), Guatemala City Spectateurs : 7 285 Arbitrage : Perry Gautier |
| 16h00            | rapport |         |                                              | Domo Polideportivo (es), Guatemala City Spectateurs : 7 285 Arbitrage : Perry Gautier | Domo Polideportivo (es), Guatemala City Spectateurs : 7 285 Arbitrage : Perry Gautier |

| 27 novembre 2000 | Égypte                                                      | 6 - 4   | Russie                                                 |                                                                                         |                                                                                         |
| 18h00            | 2e Nader · 4e Arafa · 8e Samir · 8e 36e Mahmoud · 38e Sayed | (4 - 3) | 6e Eremenko · 19e Agaphonov · 19e Alekberov · 39e Bely | Domo Polideportivo (es), Guatemala City Spectateurs : 7 350 Arbitrage : Po On Andy Wong | Domo Polideportivo (es), Guatemala City Spectateurs : 7 350 Arbitrage : Po On Andy Wong |
| 18h00            | rapport                                                     |         |                                                        | Domo Polideportivo (es), Guatemala City Spectateurs : 7 350 Arbitrage : Po On Andy Wong | Domo Polideportivo (es), Guatemala City Spectateurs : 7 350 Arbitrage : Po On Andy Wong |

| 27 novembre 2000 | Argentine  | 1 - 4   | Brésil                                                             |                                                                                     |                                                                                     |
| 20h00            | 24e Monaco | (0 - 2) | 12e Manoel Tobias · 17e Vander · 34e Fininho (pt) · 37e Schumacher | Domo Polideportivo (es), Guatemala City Spectateurs : 7 350 Arbitrage : Pedro Galan | Domo Polideportivo (es), Guatemala City Spectateurs : 7 350 Arbitrage : Pedro Galan |
| 20h00            | rapport    |         |                                                                    | Domo Polideportivo (es), Guatemala City Spectateurs : 7 350 Arbitrage : Pedro Galan | Domo Polideportivo (es), Guatemala City Spectateurs : 7 350 Arbitrage : Pedro Galan |

| 29 novembre 2000 | Égypte                   | 3 - 4   | Argentine                                 |                                                                                        |                                                                                        |
| 18h00            | 9e Sayed · 19e 38e Arafa | (2 - 2) | 7e 20e Garcias · 22e Petillo · 27e Planas | Domo Polideportivo (es), Guatemala City Spectateurs : 7 378 Arbitrage : Adrian Tamplin | Domo Polideportivo (es), Guatemala City Spectateurs : 7 378 Arbitrage : Adrian Tamplin |
| 18h00            | rapport                  |         |                                           | Domo Polideportivo (es), Guatemala City Spectateurs : 7 378 Arbitrage : Adrian Tamplin | Domo Polideportivo (es), Guatemala City Spectateurs : 7 378 Arbitrage : Adrian Tamplin |

| 29 novembre 2000 | Brésil                                                              | 6 - 2   | Russie                       |                                                                                       |                                                                                       |
| 20h00            | 9e 12e 20e Manoel Tobias · 12e Schumacher · 17e Anderson · 34e Joan | (5 - 0) | 27e Alekberov · 27e Malyshev | Domo Polideportivo (es), Guatemala City Spectateurs : 7 378 Arbitrage : Seyed Moosavi | Domo Polideportivo (es), Guatemala City Spectateurs : 7 378 Arbitrage : Seyed Moosavi |
| 20h00            | rapport                                                             |         |                              | Domo Polideportivo (es), Guatemala City Spectateurs : 7 378 Arbitrage : Seyed Moosavi | Domo Polideportivo (es), Guatemala City Spectateurs : 7 378 Arbitrage : Seyed Moosavi |

#### Groupe F
Une fois en deuxième phase, la Furia a laminé la Croatie (5-0), battu le Portugal (3-1), futur quatrième de la compétition, et atomisé les Pays-Bas (7-0).
| Équipe   | Pts | J | V | N | D | Bp | Bc | Diff |
| -------- | --- | - | - | - | - | -- | -- | ---- |
| Espagne  | 9   | 3 | 3 | 0 | 0 | 15 | 1  | +14  |
| Portugal | 6   | 3 | 2 | 0 | 1 | 7  | 5  | +2   |
| Croatie  | 3   | 3 | 1 | 0 | 2 | 6  | 10 | –4   |
| Pays-Bas | 0   | 3 | 0 | 0 | 3 | 3  | 15 | –12  |

| 25 novembre 2000 | Pays-Bas          | 1 - 3   | Portugal                                    |                                                                                      |                                                                                      |
| 14h00            | 40e Langenhuijsen | (0 - 0) | 28e Arnaldo · 40e Pedro Costa · 40e Vitinha | Domo Polideportivo (es), Guatemala City Spectateurs : 6 930 Arbitrage : Felix Chavez | Domo Polideportivo (es), Guatemala City Spectateurs : 6 930 Arbitrage : Felix Chavez |
| 14h00            | rapport           |         |                                             | Domo Polideportivo (es), Guatemala City Spectateurs : 6 930 Arbitrage : Felix Chavez | Domo Polideportivo (es), Guatemala City Spectateurs : 6 930 Arbitrage : Felix Chavez |

| 25 novembre 2000 | Espagne                                                        | 5 - 0   | Croatie |                                                                                     |                                                                                     |
| 16h00            | 1re Daniel · 4e J. Rodríguez · 12e Joan · 27e Julio · 31e Kike | (3 - 0) |         | Domo Polideportivo (es), Guatemala City Spectateurs : 6 930 Arbitrage : Walter Arce | Domo Polideportivo (es), Guatemala City Spectateurs : 6 930 Arbitrage : Walter Arce |
| 16h00            | rapport                                                        |         |         | Domo Polideportivo (es), Guatemala City Spectateurs : 6 930 Arbitrage : Walter Arce | Domo Polideportivo (es), Guatemala City Spectateurs : 6 930 Arbitrage : Walter Arce |

| 26 novembre 2000 | Croatie                              | 5 - 2   | Pays-Bas             |                                                                                       |                                                                                       |
| 18h00            | 2e 22e 40e Tomicic · 12e 19e Grdovic | (3 - 1) | 4e 30e Langenhuijsen | Domo Polideportivo (es), Guatemala City Spectateurs : 7 285 Arbitrage : Carlo Servino | Domo Polideportivo (es), Guatemala City Spectateurs : 7 285 Arbitrage : Carlo Servino |
| 18h00            | rapport                              |         |                      | Domo Polideportivo (es), Guatemala City Spectateurs : 7 285 Arbitrage : Carlo Servino | Domo Polideportivo (es), Guatemala City Spectateurs : 7 285 Arbitrage : Carlo Servino |

| 26 novembre 2000 | Portugal   | 1 - 3   | Espagne                                       |                                                                                                   |                                                                                                   |
| 20h00            | 24e Nelito | (0 - 2) | 1re J. Rodríguez · 2e Daniel · 23e J. Sánchez | Domo Polideportivo (es), Guatemala City Spectateurs : 7 285 Arbitrage : Francisco Salinas Ramírez | Domo Polideportivo (es), Guatemala City Spectateurs : 7 285 Arbitrage : Francisco Salinas Ramírez |
| 20h00            | rapport    |         |                                               | Domo Polideportivo (es), Guatemala City Spectateurs : 7 285 Arbitrage : Francisco Salinas Ramírez | Domo Polideportivo (es), Guatemala City Spectateurs : 7 285 Arbitrage : Francisco Salinas Ramírez |

| 28 novembre 2000 | Portugal                           | 3 - 1   | Croatie   |                                                                                                |                                                                                                |
| 18h00            | 23e Arnaldo · 24e Andre · 39e Majo | (0 - 0) | 37e Eklic | Domo Polideportivo (es), Guatemala City Spectateurs : 7 183 Arbitrage : Sergio Ricardo Camanho | Domo Polideportivo (es), Guatemala City Spectateurs : 7 183 Arbitrage : Sergio Ricardo Camanho |
| 18h00            | rapport                            |         |           | Domo Polideportivo (es), Guatemala City Spectateurs : 7 183 Arbitrage : Sergio Ricardo Camanho | Domo Polideportivo (es), Guatemala City Spectateurs : 7 183 Arbitrage : Sergio Ricardo Camanho |

| 28 novembre 2000 | Pays-Bas | 0 - 7   | Espagne                                                          |                                                                                                   |                                                                                                   |
| 20h00            |          | (0 - 1) | 3e 28e Daniel · 26e 28e Julio · 32e 38e Paulo Roberto · 35e Kike | Domo Polideportivo (es), Guatemala City Spectateurs : 7 183 Arbitrage : Alexander Alfaro Gallardo | Domo Polideportivo (es), Guatemala City Spectateurs : 7 183 Arbitrage : Alexander Alfaro Gallardo |
| 20h00            | rapport  |         |                                                                  | Domo Polideportivo (es), Guatemala City Spectateurs : 7 183 Arbitrage : Alexander Alfaro Gallardo | Domo Polideportivo (es), Guatemala City Spectateurs : 7 183 Arbitrage : Alexander Alfaro Gallardo |

### Phase finale

#### Tableau
|  | Demi-finales      | Demi-finales      |                        |   | Finale          | Finale          |
|  | Demi-finales      | Demi-finales      |                        |   | Finale          | Finale          |
|  |                   |                   |                        |   |                 |                 |
|  | 1er décembre 2000 | 1er décembre 2000 |                        |   | 3 décembre 2000 | 3 décembre 2000 |
|  | 1er décembre 2000 | 1er décembre 2000 |                        |   | 3 décembre 2000 | 3 décembre 2000 |
|  | Brésil            | 8                 |                        |   | 3 décembre 2000 | 3 décembre 2000 |
|  | Brésil            | 8                 |                        |   | 3 décembre 2000 | 3 décembre 2000 |
|  | Portugal          | 0                 |                        |   | 3 décembre 2000 | 3 décembre 2000 |
|  | Portugal          | 0                 | Espagne                | 4 |                 |                 |
|  | 1er décembre 2000 |                   | Espagne                | 4 |                 |                 |
|  |                   | Brésil            | 3                      |   |                 |                 |
|  | Russie            | Brésil            | 3                      | 2 |                 |                 |
|  | Russie            |                   |                        | 2 |                 |                 |
|  | Espagne           | 3                 |                        |   |                 |                 |
|  | Espagne           | 3                 | Match pour la 3e place |   |                 |                 |
|  |                   |                   |                        |   |                 |                 |
|  | 3 décembre 2000   |                   |                        |   |                 |                 |
|  |                   |                   |                        |   |                 |                 |
|  | Portugal          | 4                 |                        |   |                 |                 |
|  | Portugal          | 4                 |                        |   |                 |                 |
|  | Russie            | 2                 |                        |   |                 |                 |
|  | Russie            | 2                 |                        |   |                 |                 |

#### Demi-finales
Placides jusque là, les Transpyrénéens se font secouer en demi-finales par la Russie, une formation chevronnée et impitoyable sur les contre-attaques. Ce sont les demi-finalistes d'Espagne 1996 qui prennent les devants par le biais de Verishnikov, auteur de l'un des buts les plus spectaculaires de la compétition. Dynamisés par Orol, les Espagnols réagissent et passent devant grâce à des réalisations de Paulo Roberto et de Daniel. Celui-ci inscrit même le but décisif dans les dernières secondes de la rencontre, scellant le 3-2 pour les futurs champions.
| 1er décembre 2000 | Espagne                            | 3 - 2   | Russie             | Domo Polideportivo (en), Guatemala City                   |                                                           |
| 18h00             | 15e Paulo Roberto · 23e 39e Daniel | (1 - 1) | 2e 38e Verzihnikov | Spectateurs : 7 128 Arbitrage : Francisco Salinas Ramirez | Spectateurs : 7 128 Arbitrage : Francisco Salinas Ramirez |

| 1er décembre 2000 | Brésil | 8 - 0   | Portugal | Domo Polideportivo (en), Guatemala City              |                                                      |
| 20h30             | 3e 39e Manoel Tobias · 14e Schumacher · 17e Andre · 28e Vander · 31e Almir · 37e Índio (pt) · 40e Anderson | (3 - 0) |          | Spectateurs : 7 128 Arbitrage : Félix Alberto Chavez | Spectateurs : 7 128 Arbitrage : Félix Alberto Chavez |

#### Match pour la3eplace
Opposant la Russie au Portugal, le match pour la troisième place est aussi disputée que la finale ayant lieu ensuite. Désignée favorite avant le match, la Russie mène 2-0 après dix minutes de jeu grâce à des buts de Denis Agaphonov et Boris Kupetskov. Les champions d'Europe dominent les débats, même si le Portugal réduit la marque à la 15e minute par son capitaine Vitinha (mi-temps 1-2).
En deuxième mi-temps, les Lusitaniens montent en régime et la Russie ne trouve pas la parade. En l'espace de 60 secondes, deux buts (3-2) de Majo, un des joueurs-clés du Portugal, font basculer le match. Les Russes attaquent par vagues successives, mais le gardien portugais Nana se montre intransigeant. À la 36e minute, le Russe Agaphonov est expulsé et les Ibériques marquent un quatrième but deux minutes plus tard. Le Portugal remporte la médaille de bronze en ayant fait preuve de beaucoup de volonté et d'un engagement de tous les instants.
| 3 décembre 2000 | Russie                        | 2 - 4   | Portugal                                   | Domo Polideportivo (en), Guatemala City           |                                                   |
| 14h00           | Agaphonov 5e · Kupterskov 10e | (2 – 1) | 15e Vitinha · 27e 28e Majo · 38e R. Santos | Spectateurs : 7 568 Arbitrage : Pedro Galán Nieto | Spectateurs : 7 568 Arbitrage : Pedro Galán Nieto |

#### Finale
La finale entre le Brésil, triple tenant du titre et son principal rival espagnol, est disputée et fort équilibrée. Les 7 500 spectateurs sont massés dans un Domo bondé. Alors que l'on joue depuis à peine deux minutes, l'Espagne ouvre la marque sur un penalty converti par Daniel. Anderson égalise à la 18e minute, mais les Européens, qui ont perdu (4-6) la finale de « leur » Championnat du Monde devant ces mêmes Brésiliens quatre ans plus tôt, reprennent l'avantage lorsque Javi Sánchez marque à quelques secondes de la pause.
Sur le plan tactique, l'Espagne maîtrise parfaitement son sujet et complique singulièrement la tâche de son adversaire. Le Brésil ne parvient jamais à dominer les débats comme il le désire, même si Manoel Tobias, meilleur réalisateur de la compétition avec 19 unités, marque le but de l'égalisation. Cinq minutes plus tard, Vander permet même aux champions en titre de prendre l'avantage (2-3). À quatre minutes du coup de sifflet final, Javi Rodríguez se mue en héros de la soirée. Il égalise à 3-3 à la 36e, avant de marquer le but décisif à la toute dernière minute. À chaque fois, il exécute sa sentence depuis le deuxième point de réparation. En effet, comme l'équipe du Brésil a déjà commis les cinq fautes autorisées en seconde mi-temps, chaque faute est alors sanctionnée d'un coup franc direct de pénalité, sans mur. Une contre-attaque stoppée irrégulièrement offre donc la balle de match.
| Titulaires :                                            |  |
|                                                         |  |
| Jesús - Julio, Orol 26e, Javi Sánchez, Daniel ·         |  |
| Remplaçants :                                           |  |
| Riquer, Javi Rodríguez, Santi 16e, Adeva, Paulo Roberto |  |

| Titulaires :                                                           |  |
|                                                                        |  |
| Lavoisier - Manoel Tobias, Fininho (pt), Schumacher, Lenísio (en) 2e · |  |
| Remplaçants :                                                          |  |
| Falcao, Vander, Anderson 18e, Índio (pt) 28e, André                    |  |

| Titulaires :                                            |  |
|                                                         |  |
| Jesús - Julio, Orol 26e, Javi Sánchez, Daniel ·         |  |
| Remplaçants :                                           |  |
| Riquer, Javi Rodríguez, Santi 16e, Adeva, Paulo Roberto |  |

| Titulaires :                                                           |  |
|                                                                        |  |
| Lavoisier - Manoel Tobias, Fininho (pt), Schumacher, Lenísio (en) 2e · |  |
| Remplaçants :                                                          |  |
| Falcao, Vander, Anderson 18e, Índio (pt) 28e, André                    |  |

## Statistiques et récompenses

### Classement des équipes
- Champion du monde
- Vice-champion du monde
- Troisième
- Quatrième
- Deuxième tour
- Premier tour

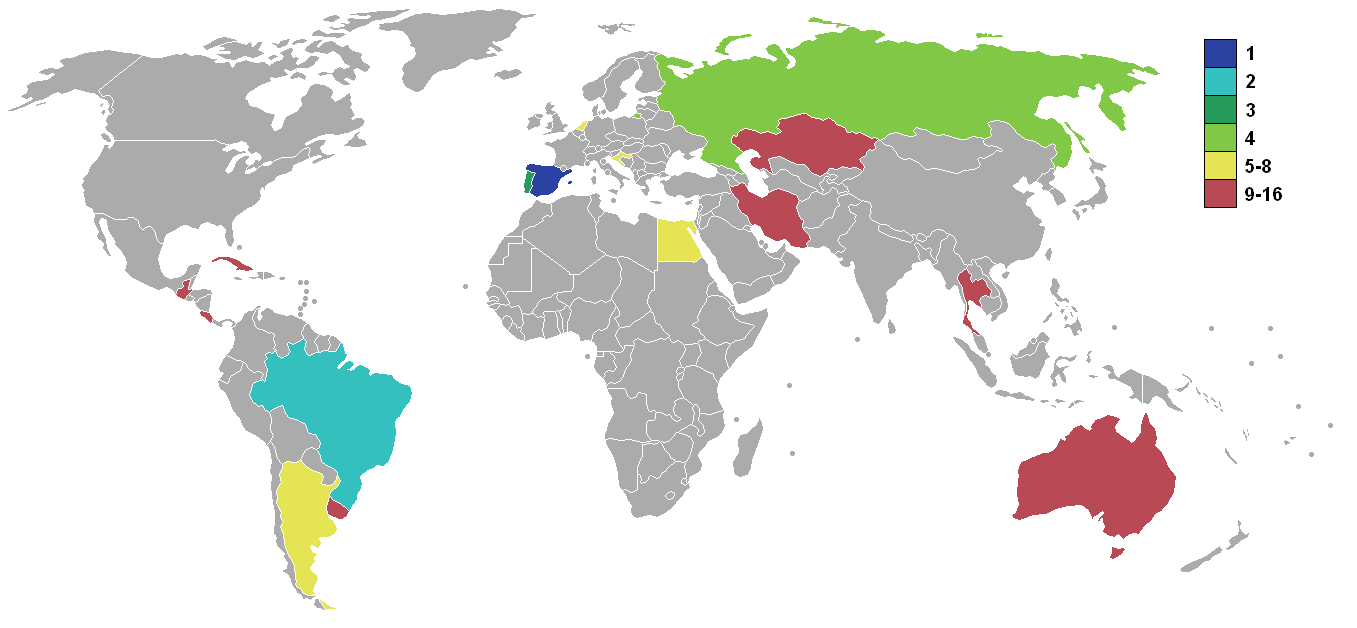
Classement de la coupe du monde :

La Coupe du monde 2000 est remportée par l'Espagne devant le Brésil et le Portugal. Il s'agit du premier titre de champion du monde des Espagnols.
Le classement complet des seize équipes ayant participé au tournoi prend en compte, en plus du stade de la compétition atteint, le nombre total de points obtenus, puis la différence de buts et enfin le nombre de buts inscrits. Le nombre de points est calculé de la même manière que pour le premier tour, à savoir en attribuant deux points pour un match gagné, un point pour un match nul et aucun point pour une défaite.
| Classement final des équipes, | Classement final des équipes, | Classement final des équipes, | Classement final des équipes, | Classement final des équipes, | Classement final des équipes, | Classement final des équipes, | Classement final des équipes, | Classement final des équipes, | Classement final des équipes, | Classement final des équipes, |
| Place                         | Sélection                     | Stade                         | Pts                           | MJ                            | V                             | N                             | D                             | Bp                            | Bc                            | Diff                          |
| ----------------------------- | ----------------------------- | ----------------------------- | ----------------------------- | ----------------------------- | ----------------------------- | ----------------------------- | ----------------------------- | ----------------------------- | ----------------------------- | ----------------------------- |
| Médaille d'or, monde          | Espagne                       | Vainqueur                     | 24                            | 8                             | 8                             | 0                             | 0                             | 41                            | 8                             | +33                           |
| Médaille d'argent, monde      | Brésil                        | Finale                        | 21                            | 8                             | 7                             | 0                             | 1                             | 78                            | 14                            | +64                           |
| Médaille de bronze, monde     | Portugal                      | 3e place                      | 15                            | 8                             | 5                             | 0                             | 3                             | 23                            | 23                            | 0                             |
| 4                             | Russie                        | 4e place                      | 12                            | 8                             | 4                             | 0                             | 4                             | 37                            | 24                            | +13                           |
| 5                             | Croatie                       | Second tour                   | 9                             | 6                             | 3                             | 0                             | 3                             | 18                            | 15                            | +3                            |
| 6                             | Égypte                        | Second tour                   | 9                             | 6                             | 3                             | 0                             | 3                             | 27                            | 27                            | 0                             |
| 7                             | Pays-Bas                      | Second tour                   | 9                             | 6                             | 3                             | 0                             | 3                             | 17                            | 20                            | -3                            |
| 8                             | Argentine                     | Second tour                   | 9                             | 6                             | 3                             | 0                             | 3                             | 16                            | 19                            | -3                            |
| 9                             | Uruguay                       | Premier tour                  | 3                             | 3                             | 1                             | 0                             | 2                             | 7                             | 8                             | -1                            |
| 10                            | Iran                          | Premier tour                  | 3                             | 3                             | 1                             | 0                             | 2                             | 6                             | 9                             | -3                            |
| 11                            | Costa Rica                    | Premier tour                  | 3                             | 3                             | 1                             | 0                             | 2                             | 8                             | 12                            | -4                            |
| 12                            | Guatemala                     | Premier tour                  | 3                             | 3                             | 1                             | 0                             | 2                             | 10                            | 40                            | -30                           |
| 13                            | Thaïlande                     | Premier tour                  | 0                             | 3                             | 0                             | 0                             | 3                             | 2                             | 17                            | -15                           |
| 14                            | Kazakhstan                    | Premier tour                  | 0                             | 3                             | 0                             | 0                             | 3                             | 8                             | 24                            | -16                           |
| 15                            | Australie                     | Premier tour                  | 0                             | 3                             | 0                             | 0                             | 3                             | 3                             | 22                            | -19                           |
| 16                            | Cuba                          | Premier tour                  | 0                             | 3                             | 0                             | 0                             | 3                             | 1                             | 20                            | -19                           |

### Prix et équipe-type
Le Brésilien Manoel Tobias conserve son titre de meilleur joueur du tournoi, obtenu cette fois-ci devant son compatriote Schumacher et l'Espagnol Daniel,.
Le prix du fair-play, déterminé par des critères établis par la FIFA, va au Brésil,.
L'équipe du tournoi élue par la FIFA est composé du Croate Bozidar Butigan dans les buts, de Brésiliens Manoel Tobias et Fininho (pt) ainsi que des Espagnols Orol et Daniel. Les remplaçants choisis sont le Hollandais Tom Sier, l’Égyptien Arafa Sayed, le Portugais Arnaldo, le Russe Arkardiy Bely, l'Argentin Carlos Sánchez (it), l'Ibère Santi et l'Auriverde Schumacher.

### Buteurs
Le Brésilien Manoel Tobias conserve aussi son titre de meilleur buteur (en plus du meilleur joueur) avec dix-neuf buts, record dans la compétition. Ses compatriotes Vander et Schumacher prennent respectivement la seconde et troisième place avec onze et dix réalisations. Le quatrième meilleur buteur est l'Espagnol Daniel avec également dix buts, mais moins de passes décisives. 97 joueurs différents inscrivent au moins un but dans le tournoi.
| Place              | Joueur        | Sélection | Buts | PD | Matches |
| ------------------ | ------------- | --------- | ---- | -- | ------- |
| Médaille d'or      | Manoel Tobias | Brésil    | 19   | 14 | 8       |
| Médaille d'argent  | Vander        | Brésil    | 11   | 8  | 8       |
| Médaille de bronze | Schumacher    | Brésil    | 10   | 4  | 8       |
| 4                  | Daniel        | Espagne   | 10   | 1  | 8       |
| 5                  | 2 joueurs     |           | 8    | -  | -       |
| 7                  | 2 joueurs     |           | 7    | -  | -       |
| 9                  | 4 joueurs     |           | 6    | -  | -       |
| 13                 | 9 joueurs     |           | 5    | -  | -       |
| 22                 | 11 joueurs    |           | 4    | -  | -       |
| 33                 | 10 joueurs    |           | 3    | -  | -       |
| 43                 | 21 joueurs    |           | 2    | -  | -       |
| 64                 | 33 joueurs    |           | 1    | -  | -       |